# Port lotniczy Güiria
Port lotniczy Güiria (IATA: GUI, ICAO: SVGI) – port lotniczy w Güiria, w stanie Sucre, w Wenezueli.